# Steubenstraße (Weimar)

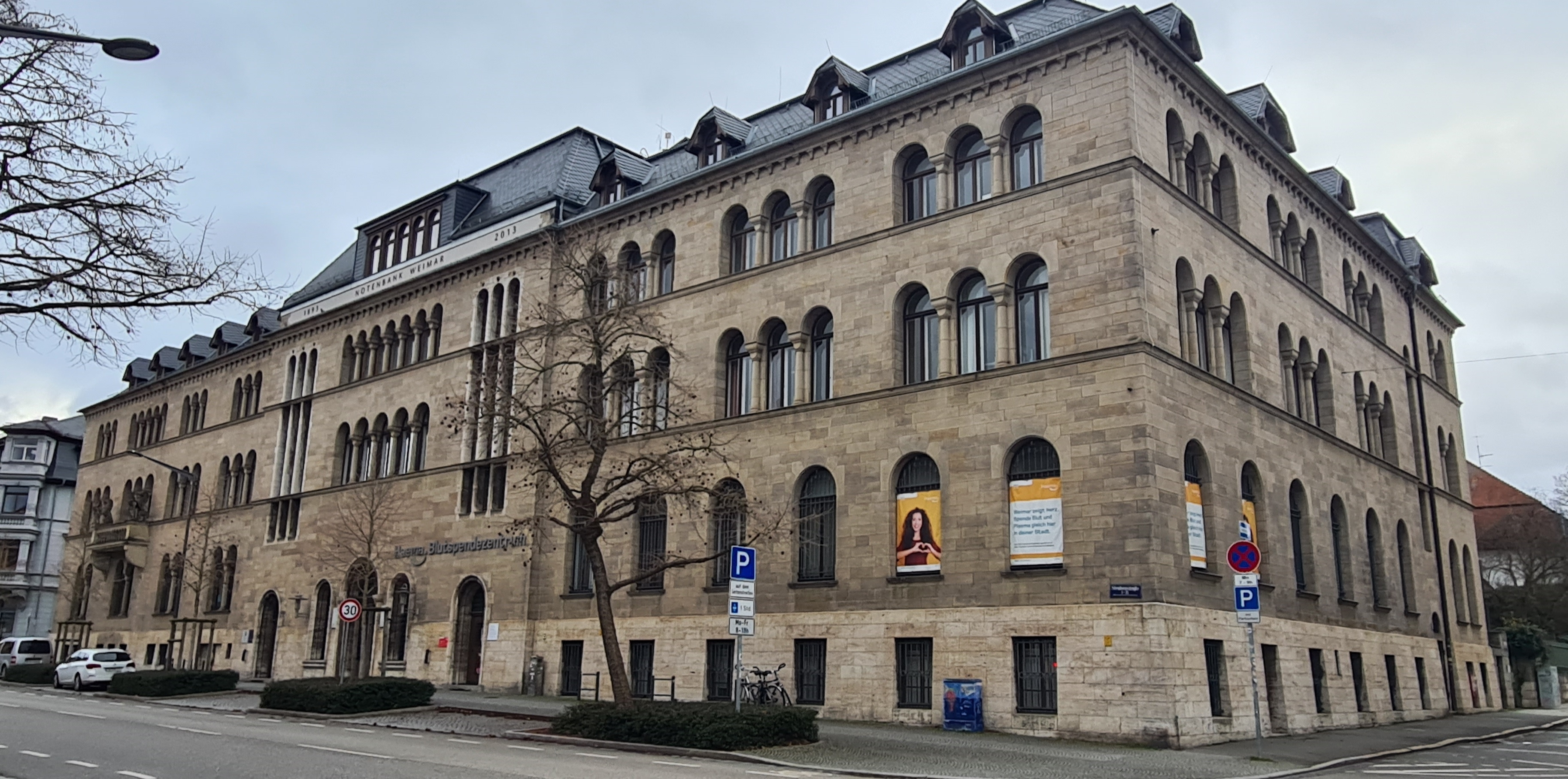
Die ehemalige Notenbank bzw. Staatsbank Weimar (2023), Steubenstraße 15

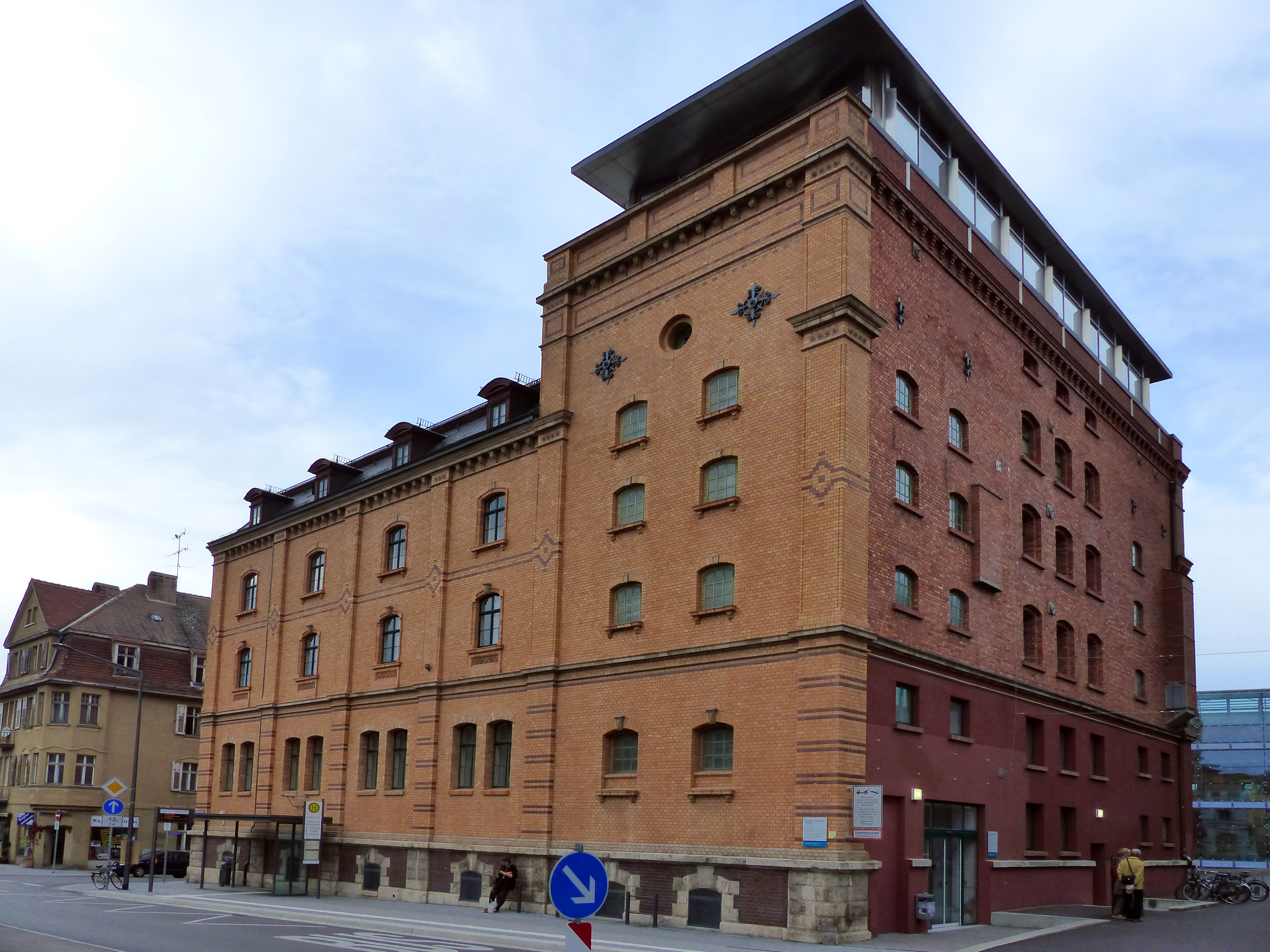
Steubenstraße 8 in Weimar, ehemalige Deinhardt’sche Brauerei

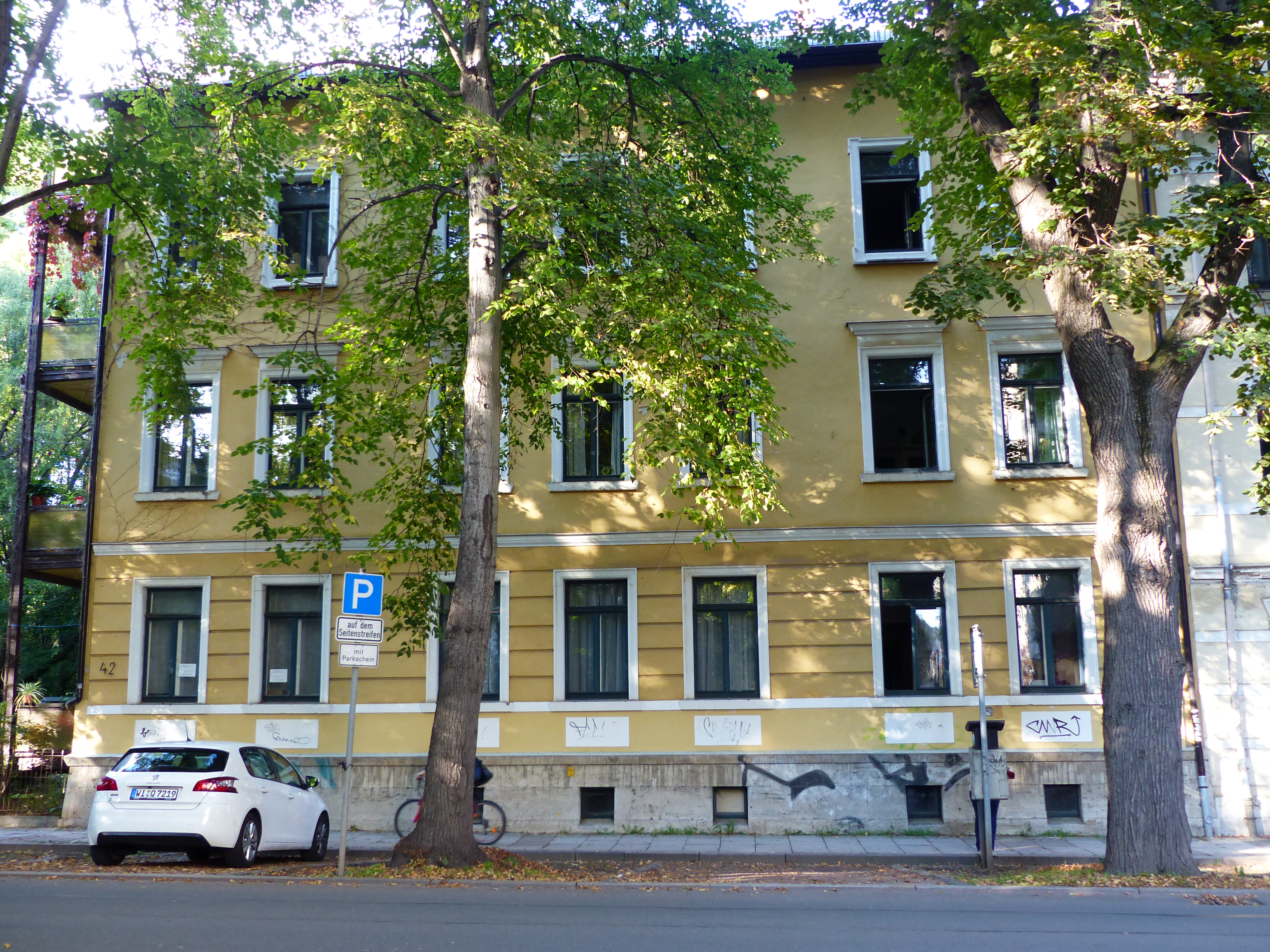
Steubenstraße 42 in Weimar

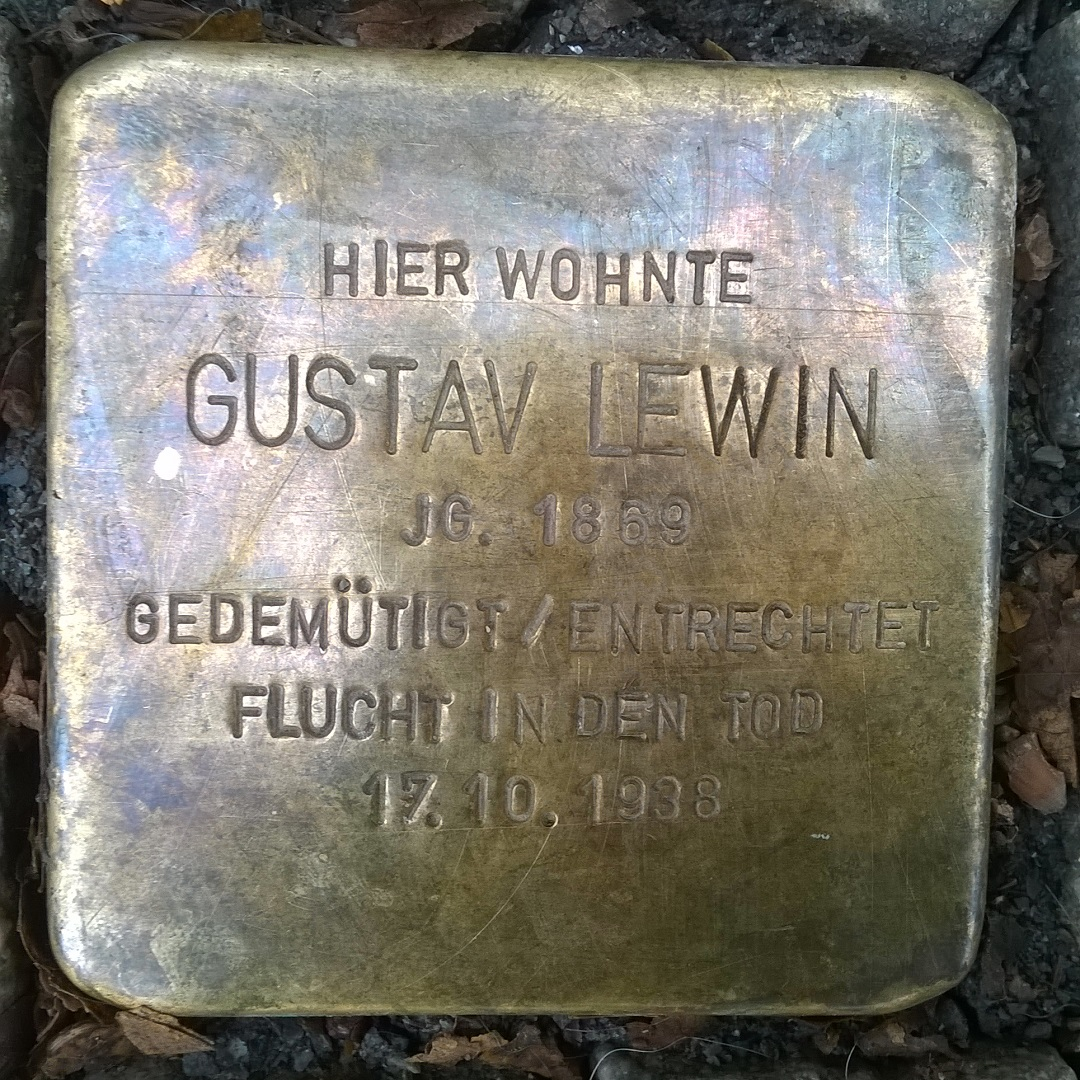
Stolperstein Steubenstraße 19

Die nach dem preußischen Offizier und General im amerikanischen Unabhängigkeitskrieg Friedrich Wilhelm von Steuben benannte Steubenstraße in der Weimarer Westvorstadt führt von der Marienstraße und dem Wielandplatz mit dem Hansa-Haus am Frauenplan alleeartig zum August-Frölich-Platz an die Herz-Jesu-Kirche und wurde 1838 als „schönste Straße der Residenz“ bezeichnet. 1837 erhielt sie den Namen Brauhausstraße, bevor sie 1890 in Kaiserin-Augusta-Straße umbenannt wurde. Den heutigen Namen trägt sie seit dem 4. Mai 1945, nachdem sie am 29. Januar 1937 vorübergehend in Straße der SA umbenannt worden war. Von der Steubenstraße zweigen die Amalienstraße, die Humboldtstraße, die Schützengasse, die Hegelstraße, die Gropiusstraße, die Prellerstraße und die Lisztstraße ab.
Einige Gebäude der Steubenstraße sind auf der Liste der Kulturdenkmale in Weimar (Sachgesamtheiten und Ensembles) enthalten. 
Einige Objekte wie der Froschbrunnen von Arno Zauche und der Fabeltierbrunnen am ehemaligen Gebäude der Notenbank Weimar sind in Weimar als Einzeldenkmale registriert.
Der westliche Teil der Steubenstraße wird von den Gebäuden der ehemaligen Deinhardt’schen Brauerei dominiert, von der mehrere Gebäude aus Backstein erhalten sind, die um 1880 errichtet wurden. Der Klinkerbau an der Ecke zur Schützengasse ist heute Teil der Weimarer Universitätsbibliothek der Bauhaus-Universität Weimar, die nebenan einen Neubau erhielt. 
Die Weimarer Stadtbücherei befindet sich im 1832 von Baurat Heß 1832 errichteten Meßhaus. Heß errichtete mehrere Bauten, die teils bei den Luftangriffen auf Weimar zerstört wurden.
Eine Gedenktafel am Eckhaus Nr. 32 aus dem Jahre 1880 erinnert an Walter Gropius, der von 1920 bis 1925 hier wohnte. 
Im Hotel Alt-Weimar an der Ecke zur Prellerstraße wohnte zeitweilig der Philosoph Rudolf Steiner. Eine Gedenktafel erinnert daran. Ebenfalls an der Prellerstraße liegt das Gebäude Steubenstraße 23/25 mit einer auffälligen Fassade, deren helle Stuckflächen mit rotem Backstein kontrastieren. 
In der Steubenstraße 35 wohnte die Malerin Rosa Petzel und ab 1888 der Weimarer Stadtrat und Unternehmer Rudolf Grosch. An der Steubenstraße 38/40 befindet sich eine Gedenktafel für den Ökonomierat Dr. Hermann Franz (1841–1908).
In der Steubenstraße 39 hat das Weimarer Uhrenwerk seinen Sitz.
Der Komponist Gustav  Lewin wohnte in der Steubenstraße 19, woran ein Stolperstein erinnert. Lewin starb 1938 durch Flucht in den Freitod.